# Década de 1810 nos Estados Unidos
Esta é uma cronologia da década de 1810 nos Estados Unidos.

## 1810
- 23 de junho: A Companhia de Peles do Pacífico é fundada por John Jacob Astor em Nova Iorque.[1]
- 26 de setembro: A Flórida Ocidental declara a independência da Espanha.[2][3][4][5]
- 27 de outubro: Presidente James Madison declara a anexação da República da Flórida Ocidental.[2][3][6][7][4][5]
- 1 de dezembro: O terceiro censo determina a população residente norte-americana de 7.239.881 habitantes.[8][3]

## 1811
- 22 de março: O Plano dos Comissários é adotado pelas autoridades administrativas da cidade de Nova Iorque.
- 16 de maio: A fragata norte-americana USS President ataca a navio britânico HMS Little Belt, matando 9 marinheiros britânicos e ferindo 23.[9][10]
- 7 de novembro: Os nativos indígenas, representados pelas forças da confederação de Tecumseh, são derrotados pelas tropas norte-americanas, lideradas pelo governador de Indiana, William Henry Harrison, na Batalha de Tippecanoe.[11][12]
- 16 de dezembro: O maior terremoto atinge New Madrid, no estado de Missouri, sendo o pior desastre da história norte-americana.[13]

## 1812
- 30 de abril: A Luisiana (Louisiana) torna-se o 18° estado norte-americano admitido à União.[14][15][16][17]
- 14 de maio: A Flórida Ocidental é incorporada pelo Congresso dos Estados Unidos como a parte do Território do Mississippi.[18][19]
- 1 de junho: Presidente James Madison envia uma mensagem ao Congresso dos Estados Unidos para declarar guerra à Grã-Bretanha.[20][19][21][16]
- 4 de junho: O Território da Louisiana passa a chamar-se o Território do Missouri.[14]
- 18 de junho: O Congresso dos Estados Unidos declara guerra à Grã-Bretanha, iniciando a Guerra Anglo-Americana.[14][22][23][20][19][21][24][25][26]
- 19 de agosto: A fragata norte-americana USS Constitution derrota a fragata britânica HMS Guerrière.[27][23][28][29][30]
- 2 de dezembro: É realizada a eleição presidencial. James Madison é reeleito Presidente dos Estados Unidos com 128 votos, derrotando 89 votos de DeWitt Clinton.[27][20][28]
- 29 de dezembro: A fragata norte-americana USS Constitution derrota a fragata britânica HMS Java ao largo da costa brasileira.[27][23][20][28][31][25][32]

## 1813
- 2 de janeiro: O Congresso dos Estados Unidos aprova um projeto de lei da Marinha para construir quatro navios e seis frigatas.[31][32]
- 24 de fevereiro: O navio de guerra norte-americano USS Hornet derrota o navio britânico HMS Peacock ao largo da costa da Guiana Britânica.[33][34]
- 4 de março: Presidente James Madison começa seu segundo mandato.[35][36]
- 15 de abril: Forças norte-americanas ocupam a Flórida Ocidental.[37][38]
- 30 de agosto: Um grupo dos nativos indígenas, os Creeks de Tacape Vermelho, ataca as habitantes brancas no massacre do Forte Mims, em Mobile, Alabama, iniciando a Guerra Creek.[39][40][41]
- 10 de setembro: Nove navios de guerra da Marinha dos Estados Unidos derrotam seis navios de guerra britânicos na Batalha do Lago Erie.[42][43]
- 9 de dezembro: Presidente James Madison proposta um embargo total contra todas as importações e as exportações britânicas.[44]
- 29 a 30 de dezembro: Buffalo, no estado de Nova Iorque, é queimada pelas tropas britânicas.[45][46]

## 1814
- 9 de agosto: O Tratado do Fort Jackson é assinado entre os norte-americanos e os Creeks, terminado a Guerra Creek.[47][48][45][49][50]
- 24 a 25 de agosto: Forças britânicas invadem Washington, DC e queimam a Casa Branca, o Capitólio e outros edifícios públicos durante a Guerra de 1812.[51][52][48][53][54][55][56]
- 13 de setembro: Francis Scott Key escreve a canção para The Star-Spangled Banner, o atual hino nacional dos Estados Unidos, depois de testemunhar o bombardeamento de Fort McHenry, em Baltmore, Maryland pela frota britânica, em Chesapeake Bay durante a Guerra de 1812.
- 7 de novembro: Tropas norte-americanas, comandadas pelo General Andrew Jackson, invadem Pensacola.[52]
- 24 de dezembro: O Tratado de Gante é assinado entre os Estados Unidos e a Grã-Bretanha em Gante, na atual Bélgica, terminado a Guerra Anglo-Americana.[51][57][52][58][53][59][60][61][62][63]

## 1815
- 30 de janeiro: A biblioteca de Thomas Jefferson é comprada para trocar a coleção da Biblioteca do Congresso, destruída por um incêndio durante a Guerra de 1812.[64][65]
- 16 de fevereiro: O Senado dos Estados Unidos ratifica o Tratado de Gante.[52][66]
- 3 de março: O Congresso dos Estados Unidos declaram guerra a Argel, iniciando a Segunda Guerra Berberes.[53][67]
- 30 de junho: O tratado de paz é assinado pela Argel, terminado a Segunda Guerra Berberes.[22][68][69]

## 1816
- 27 de abril: A Tarifa Dallas é aprovada pelo Congresso dos Estados Unidos para proteger as indústrias norte-americanas.[70][71][72]
- 10 de junho: A convenção de Indiana, realizada em Corydon, adota a constituição de estado.[73]
- 14 de setembro: Um tratado é assinado entre os Estados Unidos e os cherokees na Geórgia.[74]
- 4 de dezembro: É realizada a eleição presidencial. James Monroe é eleito presidente dos Estados Unidos com 183 votos eleitorais.[52][70][72]
- 11 de dezembro: Indiana deixa de ser um território e torna-se o 19° estado norte-americano admitido à União.[75][70][72][68][74]
- 28 de dezembro: A Sociedade Americana de Colonização é fundada em Washington, DC.[76]

## 1817
- 3 de março: Presidente James Monroe assina a lei, que cria o Território do Alabama.[77]
- 4 de março: James Monroe torna-se o quinto presidente dos Estados Unidos.[78]
- 5 de março: John Quincy Adams é nomeado o Secretário de Estado pelo presidente James Monroe.[79]
- 28 de abril: O Tratado de Rush-Bagot (Rush-Bagot Treaty) é assinado entre os Estados Unidos e a Grã-Bretanha.[80]
- 4 de julho: O estado de Nova Iorque começa a construção do Canal de Erie.[81]
- 15 de agosto: A convenção do Mississippi adota uma constituição de estado.[82]
- 20 de novembro: Inicia a Primeira Guerra Seminole.[83][84]
- 10 de dezembro: O Mississippi torna-se o 20° estado norte-americano admitido à União.[85][86][87][76]

## 1818
- 4 de abril: A Bandeira dos Estados Unidos é adotada oficialmente pela lei do Congresso dos Estados Unidos com a configuração das listras vermelhas e brancas e uma estrela representada por cada estado na União.[88][89][90]
- 16 de abril: O Tratado de Rush-Bagot (Rush-Bagot Treaty) é ratificado pelo Senado dos Estados Unidos.[80][91]
- 24 de maio: Termina a Primeira Guerra Seminole coma a captura de Pensacola pelas forças norte-americanas, comandadas pelo General Andrew Jackson.[92]
- 20 de outubro: O Tratado de 1818, também conhecida como a Convenção de 1818, é assinado entre os Estados Unidos e a Grã-Bretanha em Londres, aceitando o respeito de pesca americana e estabelecendo a fronteira entre os Estados Unidos e o Canadá, no paralelo 490.[52][93][94]
- 16 de novembro: Aos 28 anos de idade, John H. Eaton torna-se o senador mais jovem dos Estados Unidos.[95]
- 3 de dezembro: O Illinois torna-se o 21° estado norte-americano admitido à União.[96][97][95][94]

## 1819
- 2 de janeiro: Inicia-se o Pânico de 1819, a primeira grande crise financeira dos Estados Unidos.[98]
- 22 de fevereiro: O Tratado de Adams-Onís é assinado pelo secretário de estado norte-americano John Quincy Adams e o ministro espanhol Luis de Onís em Washington, DC para fixar a fronteira entre a nação norte-americana e o vice-reino da Nova Espanha.[99][52][95][100][101][102]
- 24 de fevereiro: O Senado dos Estados Unidos aprova o Tratado de Adams-Onís.[102]
- 2 de março: O Congresso dos Estados Unidos aprova a primeira lei da imigração da história norte-americana.[95]
- 4 de julho: O Território do Arkansas é criado pelo Congresso dos Estados Unidos e separado da parte do sul do Território de Missouri.[103][95]
- 6 de agosto: A primeira universidade privada militar do país, Norwich University, é fundada pelo Capitão Alden Partridge em Northfield, Vermont.
- 14 de dezembro: O Alabama torna-se o 22° estado norte-americano admitido à União.[99][104][105]